# 779
779(칠백칠십구)는 778보다 크고 780보다 작은 자연수다.

## 수학
- 합성수로, 그 약수는 1, 19, 41, 779다. 진약수의 합은 61이므로, 779는 부족수다.
- {\displaystyle 83^{3}-1}은 779로 나누어떨어진다.

## 과학
- NGC 779(영어판): 고래자리 방향에 있는 나선은하.
- 779 니나(영어판): 소행성.

## 교통
- 779번 홋카이도도(일본어판)

## 군사
- 779 해군 항공대(영어판): 과거 존재한 영국의 해군 항공대.
- U-779(영어판): 제2차 세계 대전에 사용된 나치 독일의 군용 잠수함.

## 문화유산
- 대한민국의 보물 제779호: 금동여래입상

## 기타
- 연도: 779년, 기원전 779년